# Meteora
Meteora — другий студійний альбом американського рок-гурту Linkin Park, випущений 25 березня 2003 року на лейблі Warner Bros. Records. Альбом вийшов вслід за спільним проектом Reanimation, який містив ремікси з дебютного альбому Hybrid Theory. Альбом був спродюсований гуртом разом з Доном Гілмором. Назва «Meteora» взята з грецьких православних монастирів з однойменною назвою.
Meteora за звучанням схожа на Hybrid Theory, як було сказано критиками, і була записана за рік. Протягом року гурт випустив п'ять синглів: «Somewhere I Belong», «Faint», «Numb», «From the Inside» та «Breaking the Habit». Пісня «Lying from You» була випущена як промо-сингл.
Meteora — найуспішніший альбом у історії чарту Alternative Songs, який спеціалізується на радіо-ротації пісень альтернативного року. «Numb» стала, за результатами чарту, піснею року. Альбом був проданий тиражем 6 мільйонів копій в США і близько 20 мільйонів у всьому світі. Інструментальний трек «Session» був номінований на «Греммі» як «Найкраще інструментальне рок-виконання» 2003 року. За версією Американської асоціації компаній звукозапису альбом чотири рази став платиновим. Meteora також зайняла 36 місце в топ 200 Альбомів Десятиліття Billboard. Деякі пісні з альбому були реміксовані з деякими піснями Jay-Z для спільного міні-альбому з Linkin Park, Collision Course, який вийшов 30 листопада 2004 року.
Це перший студійний альбом Linkin Park, в записі якого брав участь Девід Фаррел після того, як він знову приєднався до гурту в 2000 році.

## Написання та запис
У 2000 році Linkin Park працював з музичним продюсером Доном Гілмором, щоб записати і випустити свій дебютний альбом Hybrid Theory. Записуючи другий альбом гурт продовжив працювати з Гілмором, сподіваючись розширити звучання Hybrid Theory з більш експериментальними ідеями у новому альбомі. Перше написання музики для другого альбому датується початком 2001 року, в той час, як гурт гастролював в підтримку Hybrid Theory. Гурт написав близько вісімдесяти різних демоверсій під час Hybrid Theory World Tour і LP Underground Tour протягом восьми місяців. Чорнові ідеї пісень, написані тоді, знайшли свій шлях до фінального альбому; зокрема, введення в «Somewhere I Belong». Честер Беннінгтон записав гітару для цього, але зрозумів, що це схоже на фолк-рок. Проте, Майк Шинода і Джо Хан переробили його, додавши до нього ефекти, а потім зіграли його в зворотному напрямку. Як пояснив Шинода:
|  | Спочатку ми грали акорд 4-3-2-1, потім я розрізав його на чотири частини, і зіграв його 1-2-3-4. Ось чому у нього такий приголомшливий звук. |

Бред Делсон, розповідаючи про альбом MTV
На початку 2002 року, після гастролей, почалося продовження попереднього запису альбому у домашній студії Майка Шиноди. Гурт працював парами під час написання, тоді як Шинода брав участь у написанні всіх пісень. Записувалося все за допомогою Pro Tools.

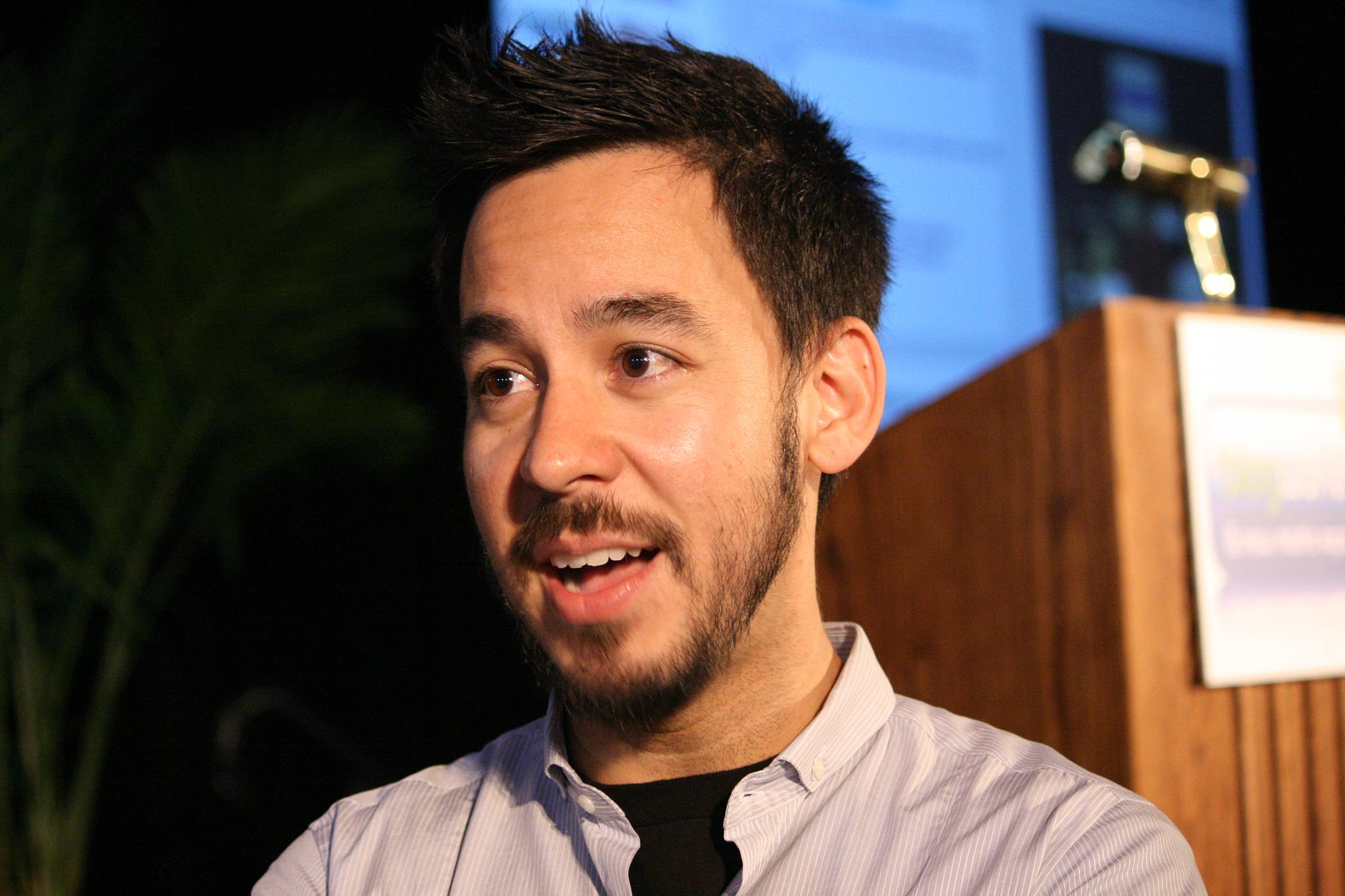
Майк Шинода, взяв участь у написанні всіх пісень

У червні попередній запис було завершено і група вирушила до NRG Recording Studios. Роберт Бурдон проводив по вісім годин на день в студії. До жовтня ударні були доопрацьовані, а елементи гітар були завершені. До кінця жовтня були представлені басові частини. Дон Гілмор, допомагав Фарреллу у їх записі. Частина семплів Хана була введена лише за місяць до кінцевого терміну, а Майк закінчив запис «Breaking the Habit», над якою він працював більше п'яти років, за допомогою струнних композицій Девіда Кемпбелла. Вокальний запис почавсь в листопаді. Процес змішування, а також сам альбом був закінчений в Нью-Йорку.

## Зміст
Лірично альбом містить елементи, що включають пригнічуючі емоції, гнів та відновлення. Пояснюючи MTV, Беннінгтон сказав:
|  | Ми не говоримо про ситуації, ми говоримо про емоції, що стоять поза ситуаціями. Майк та я — дві різних людини, тому ми не можемо співати про одне й те саме, але ми обидва знаємо про гнів і самотність, і любов, і щастя, і ми можемо мати відношення до цього. |

У цьому ж інтерв'ю Шинода пояснив:
|  | Те, що ми дійсно хотіли зробити, потрібно було просто давити на себе, і давити один на одного та справді знайти нові способи бути творчими. Ми хотіли, щоб кожна частина, яка була у кожній пісні, була тим, що може перекинути ваше вухо — те, що ви раніше не чули. |

У рекламному інтерв'ю Роб Бурдон заявив:
|  | Ми хотіли групу пісень, які могли б сидіти добре разом, тому що ми хотіли зробити запис, щоб ви могли поплисти в своєму програвачеві компакт-дисків, і від початку до кінця не переставати мріяти. |

В заголовку до альбому Майк сказав, що «Метеора — це слово, яке привернуло мою увагу, тому що це звучить величезно». Девід, Джо та Честер стверджували, що так само, як Метеора, скелясті утворення в Греції, дуже епічна, драматична і має величезну енергію, гурт хотів, щоб альбом мав таке ж почуття.
Варто відзначити майже повну синхронізацію пісень між собою протягом альбому. Альбомне інтро «Foreword» закінчується звуком удару (багато хто думає, що це звук розбитого скла, хоча насправді це зовнішній CD-ROM, який розлючений Майк розбиває алюмінієвої бейсбольною битою на скляному столі). Цей звуковий ефект плавно переходить в першу пісню альбому «Don't Stay». Майже всі пісні пов'язані разом подібним чином, з будь-яким інструментальним мотивом, який переходить з однієї пісні в іншу.

## Реакція критиків
Meteora отримала загалом позитивні відгуки, хоча критики зазначили, що музичний стиль альбому був подібним до свого попередника, Hybrid Theory.
Загальна оцінка Metacritic складає 62. Канал E! оцінив платівку на A, і сказав, що вона «стріляє прямо в зірки».
Entertainment Weekly дала альбому B+, назвавши його «громоподібним альбомом, який легко змішує розрізнені звукові елементи гурту з радіокерованою досконалістю».
Dot Music описала його як «гарантоване джерело всюдисущих радіо-хітів».
Rolling Stone сказав, що гурт «вичавив останнє життя з цієї майже вимерлої формули».
Журнал Billboard назвав Метеору «готовим натовпом».
New Musical Express сказав, що він мав «масову комерційну привабливість», але залишив рецензента «незадоволеним».
AllMusic описав його як «нічого більше і не що інше, як Hybrid Theory Part 2», додавши: «що ще більш важливо, що гурт володіє навичками дисципліни і редагування, що робить їх більш потужніми, оскільки вони знають, де зосередити свою енергію, те, чого більшість ню-метал-гуртів просто не робить».
Автор Sputnikmusic Дамрод критикував альбом як занадто схожий на Hybrid Theory, але похвалив якість і запам'ятовуваність альбому, заявивши, що «пісні просто вторгаються в ваш мозок».
Blender назвав його «складнішим, щільнішим, потворнішим», в той час як Q назвав його «менш художнім».

## Список композицій
Автор музики і слів Linkin Park. 
| #     | Назва                | Тривалість |
| ----- | -------------------- | ---------- |
| 1.    | «Foreword»           | 0:13       |
| 2.    | «Don't Stay»         | 3:07       |
| 3.    | «Somewhere I Belong» | 3:33       |
| 4.    | «Lying from You»     | 2:55       |
| 5.    | «Hit the Floor»      | 2:44       |
| 6.    | «Easier to Run»      | 3:24       |
| 7.    | «Faint»              | 2:42       |
| 8.    | «Figure.09»          | 3:17       |
| 9.    | «Breaking the Habit» | 3:16       |
| 10.   | «From the Inside»    | 2:55       |
| 11.   | «Nobody's Listening» | 2:58       |
| 12.   | «Session»            | 2:24       |
| 13.   | «Numb»               | 3:07       |
| 36:35 |                      |            |

| Бонусні композиції Digital Deluxe (Південна Корея та Індонезія/Таїланд) | Бонусні композиції Digital Deluxe (Південна Корея та Індонезія/Таїланд) | Бонусні композиції Digital Deluxe (Південна Корея та Індонезія/Таїланд) |
| #                                                                       | Назва                                                                   | Тривалість                                                              |
| ----------------------------------------------------------------------- | ----------------------------------------------------------------------- | ----------------------------------------------------------------------- |
| 14.                                                                     | «Lying from You» (Live LP Underground tour 2003)                        | 3:04                                                                    |
| 15.                                                                     | «From the Inside» (Live LP Underground tour 2003)                       | 2:55                                                                    |
| 16.                                                                     | «Easier to Run» (Live LP Underground tour 2003)                         | 3:22                                                                    |

| Бонусні композиції iTunes Deluxe Edition 2013 | Бонусні композиції iTunes Deluxe Edition 2013 | Бонусні композиції iTunes Deluxe Edition 2013 |
| #                                             | Назва                                         | Тривалість                                    |
| --------------------------------------------- | --------------------------------------------- | --------------------------------------------- |
| 14.                                           | «Step Up» (наживо)                            | 4:14                                          |
| 15.                                           | «Somewhere I Belong» (Наживо у Мілтон-Кінз)   | 3:41                                          |

| Бонусне DVD видання | Бонусне DVD видання     | Бонусне DVD видання |
| #                   | Назва                   | Тривалість          |
| ------------------- | ----------------------- | ------------------- |
| 1.                  | «The Making of Meteora» | 34:19               |

| Бонусні композиції відео-диску Asian Tour Edition | Бонусні композиції відео-диску Asian Tour Edition | Бонусні композиції відео-диску Asian Tour Edition |
| #                                                 | Назва                                             | Тривалість                                        |
| ------------------------------------------------- | ------------------------------------------------- | ------------------------------------------------- |
| 1.                                                | «Somewhere I Belong»                              | 3:44                                              |
| 2.                                                | «Faint»                                           | 2:56                                              |
| 3.                                                | «Numb»                                            | 3:06                                              |
| 4.                                                | «Breaking the Habit»                              | 3:18                                              |

## Видання до 20-річчя альбому
Meteora 20th Anniversary Edition — перевидання гуртом Linkin Park свого другого повноформатного альбому «Meteora», приурочене до 20-річчя виходу оригінальної платівки. Альбом вийшов 7 квітня 2023 року на лейблах Warner та Machine Shop.

### Про видання
У січні 2023 на офіційному сайті гурту з'явився таймер з відліком часу. 1 лютого таймер змінився на віртуальну кімнату, яка була квестом-загадкою.
Квест зник після виходу синглу «Lost» 10 лютого. Разом з синглом вийшов відеокліп, який згенерувала нейромережа Kaiber на основі старих виступів гурту з додаванням аніме. Трек був записаний у 2002 році, під час роботи над альбомом «Meteora», але у фінальний список композицій вона не увійшла, бо, за словами Майка Шиноди, за стилем та інтенсивністю вона була схожа на «Numb». Режисерами відео стали цифрова художниця Емілі «pplpleasr» Янг та Мацей Куціара.
|                | Знайти "Lost" було все одно, що знайти улюблену фотографію, про яку ви забули, ніби вона чекала відповідного моменту, щоб з'явитися. |
| — Майк Шинода, | |

.
Другий сингл з перевидання називався «Fighting Myself» та вийшов 24 березня. Відеокліп на нього також був згенерований нейромережею Kaiber, режисером відео виступив Джекі Лю.
Перевидання альбому побачило світ 7 квітня 2023 року
.

### Список композицій
Диск № 1 включає у себе список композицій оригінального видання.
| Диск №2 — Наживо у Техасі (2003) | Диск №2 — Наживо у Техасі (2003) | Диск №2 — Наживо у Техасі (2003)      | Диск №2 — Наживо у Техасі (2003) |
| #                                | Назва                            | Автор(и)                              | Тривалість                       |
| -------------------------------- | -------------------------------- | ------------------------------------- | -------------------------------- |
| 1.                               | «Don't Stay»                     |                                       | 3:19                             |
| 2.                               | «Somewhere I Belong»             |                                       | 3:35                             |
| 3.                               | «Lying From You»                 |                                       | 3:07                             |
| 4.                               | «Papercut»                       |                                       | 3:06                             |
| 5.                               | «Points of Authority»            |                                       | 3:26                             |
| 6.                               | «Runaway»                        | Linkin Park • Марк Вейкфілд           | 3:07                             |
| 7.                               | «Faint»                          |                                       | 2:46                             |
| 8.                               | «From the Inside»                |                                       | 3:01                             |
| 9.                               | «Figure.09»                      |                                       | 3:51                             |
| 10.                              | «With You»                       | Linkin Park • Dust Brothers           | 3:20                             |
| 11.                              | «By Myself»                      |                                       | 4:07                             |
| 12.                              | «P5hng Me A*Wy»                  |                                       | 5:05                             |
| 13.                              | «Numb»                           |                                       | 3:14                             |
| 14.                              | «Crawling»                       |                                       | 3:42                             |
| 15.                              | «In the End»                     |                                       | 4:04                             |
| 16.                              | «A Place for My Head»            | Linkin Park • Вейкфілд • Дейв Фаррелл | 3:57                             |
| 17.                              | «One Step Closer»                |                                       | 4:01                             |
| 58:48                            |                                  |                                       |                                  |

| Диск №3 — Наживо у Ноттінгемі (2003) | Диск №3 — Наживо у Ноттінгемі (2003) | Диск №3 — Наживо у Ноттінгемі (2003)  | Диск №3 — Наживо у Ноттінгемі (2003) |
| #                                    | Назва                                | Автор(и)                              | Тривалість                           |
| ------------------------------------ | ------------------------------------ | ------------------------------------- | ------------------------------------ |
| 1.                                   | «Session»                            |                                       | 1:14                                 |
| 2.                                   | «Don't Stay»                         |                                       | 3:16                                 |
| 3.                                   | «Somewhere I Belong»                 |                                       | 3:37                                 |
| 4.                                   | «Lying From You»                     |                                       | 3:40                                 |
| 5.                                   | «Papercut»                           |                                       | 3:06                                 |
| 6.                                   | «Points of Authority»                |                                       | 3:26                                 |
| 7.                                   | «Runaway»                            | Linkin Park • Марк Вейкфілд           | 3:53                                 |
| 8.                                   | «Faint»                              |                                       | 2:47                                 |
| 9.                                   | «From the Inside»                    |                                       | 2:56                                 |
| 10.                                  | «Hit the Floor»                      |                                       | 3:18                                 |
| 11.                                  | «With You»                           | Linkin Park • Dust Brothers           | 3:45                                 |
| 12.                                  | «Crawling»                           |                                       | 4:00                                 |
| 13.                                  | «In the End»                         |                                       | 4:30                                 |
| 14.                                  | «Easier to Run»                      |                                       | 4:05                                 |
| 15.                                  | «A Place for My Head»                | Linkin Park • Вейкфілд • Дейв Фаррелл | 3:58                                 |
| 16.                                  | «One Step Closer»                    |                                       | 4:04                                 |
| 52:55                                |                                      |                                       |                                      |

| Диск №4 — LPU Раритетні матеріали 2.0 | Диск №4 — LPU Раритетні матеріали 2.0                        | Диск №4 — LPU Раритетні матеріали 2.0     | Диск №4 — LPU Раритетні матеріали 2.0 | Диск №4 — LPU Раритетні матеріали 2.0 |
| #                                     | Назва                                                        | Автор                                     | Оригінальне видання                   | Тривалість                            |
| ------------------------------------- | ------------------------------------------------------------ | ----------------------------------------- | ------------------------------------- | ------------------------------------- |
| 1.                                    | «A.06»                                                       |                                           | LP Underground 2.0                    | 0:54                                  |
| 2.                                    | «Pretty Birdy» (Somewhere I Belong 2002 Demo)                |                                           | LP Underground XIII                   | 4:05                                  |
| 3.                                    | «Sold My Soul to You Mama»                                   | Честер Беннінгтон • Джо Ган • Майк Шинода | LP Underground 4.0                    | 1:58                                  |
| 4.                                    | «Standing in the Middle» (виступ Майка Шиноди та Motion Man) | Шинода • Пол Ластер • Курт Матлін         | LP Underground 4.0                    | 3:22                                  |
| 5.                                    | «Program» (Meteora Demo)                                     |                                           | LP Underground Eleven                 | 3:32                                  |
| 6.                                    | «Faint» (демо 2002)                                          |                                           | LP Underground 9: Demos               | 3:11                                  |
| 7.                                    | «Figure.09» (демо 2002)                                      |                                           | LP Underground 9: Demos               | 3:24                                  |
| 8.                                    | «Drawing» (Breaking the Habit 2002 Demo)                     |                                           | LP Underground 9: Demos               | 3:32                                  |
| 9.                                    | «Cumulus» (демо 2002)                                        |                                           | LP Underground XIII                   | 3:04                                  |
| 10.                                   | «A-Six» (оригінальна довга версія)                           |                                           | LP Underground 9: Demos               | 3:51                                  |
| 11.                                   | «Soundtrack» (Meteora Demo)                                  |                                           | LP Underground Eleven                 | 3:16                                  |
| 12.                                   | «Broken Foot» (Meteora Demo)                                 |                                           | LP Underground Eleven                 | 2:43                                  |
| 13.                                   | «Ominous» (Meteora Demo)                                     |                                           | LP Underground 12                     | 3:08                                  |
| 14.                                   | «Unfortunate» (неопубліковані демо 2002)                     |                                           | LP Underground X: Demos               | 2:07                                  |
| 15.                                   | «Pepper» (Meteora Demo)                                      |                                           | LP Underground 12                     | 2:56                                  |
| 16.                                   | «Breaking the Habit» (оригінальне демо від Майка 2002)       |                                           | LP Underground XIV                    | 3:18                                  |
| 17.                                   | «Halo» (неопубліковані демо 2002)                            |                                           | LP Underground X: Demos               | 3:42                                  |
| 18.                                   | «Rhinocerous» (демо 2002)                                    |                                           | LP Underground XIV                    | 3:35                                  |
| 19.                                   | «Attached» (демо 2003)                                       |                                           | LP Underground 15                     | 3:29                                  |
| Загальна тривалість: 55:47            |                                                              |                                           |                                       |                                       |

| Диск №5 — Раритетні записи наживо 2003-2004 | Диск №5 — Раритетні записи наживо 2003-2004                                       | Диск №5 — Раритетні записи наживо 2003-2004                                             | Диск №5 — Раритетні записи наживо 2003-2004 | Диск №5 — Раритетні записи наживо 2003-2004 |
| #                                           | Назва                                                                             | Автор                                                                                   | Оригінальне видання                         | Тривалість                                  |
| ------------------------------------------- | --------------------------------------------------------------------------------- | --------------------------------------------------------------------------------------- | ------------------------------------------- | ------------------------------------------- |
| 1.                                          | «Lying from You» (сингл «Faint» (2003))                                           |                                                                                         | наживо LPU Tour 2003                        | 3:04                                        |
| 2.                                          | «From the Inside» (наживо LPU Tour 2003)                                          |                                                                                         | сингл «Numb» (2003)                         | 2:56                                        |
| 3.                                          | «Easier to Run» (наживо LPU Tour 2003)                                            |                                                                                         | сингл «Numb» (2003)                         | 3:21                                        |
| 4.                                          | «Step Up» (наживо на Projekt Revolution 2002)                                     | Бред Делсон • Джо Ган • Майк Шинода                                                     | сингл «Somewhere I Belong» (2003)           | 4:15                                        |
| 5.                                          | «My December» (наживо на Projekt Revolution 2002)                                 | Шинода                                                                                  | сингл «Somewhere I Belong» (2003)           | 4:27                                        |
| 6.                                          | «Crawling» (наживо на Фестивалі Редінг і Лідс 2003)                               |                                                                                         | сингл «Breaking the Habit» (2004)           | 3:35                                        |
| 7.                                          | «Breaking the Habit» (наживо на Rock am Ring 2004)                                |                                                                                         | LP Underground 4.0                          | 5:35                                        |
| 8.                                          | «Step Up / Nobody's Listening / It's Goin' Down» (наживо)                         | Linkin Park • Robert Aguilar • Roc Raida • Кейт Бейлі • Xzibit • Мелвін Джонс • Mel-Man | LP Underground 4.0                          | 4:57                                        |
| 9.                                          | «Wish» (наживо на Projekt Revolution 2004)                                        | Трент Резнор                                                                            | LP Underground 4.0                          | 4:28                                        |
| 10.                                         | «One Step Closer» (за участю Джонатана Девіса; наживо на Projekt Revolution 2004) |                                                                                         | LP Underground 4.0                          | 3:57                                        |
| Загальна тривалість: 38:35                  |                                                                                   |                                                                                         |                                             |                                             |

| Диск №6 — Втрачені демо-записи (англ. Lost Demos) | Диск №6 — Втрачені демо-записи (англ. Lost Demos) | Диск №6 — Втрачені демо-записи (англ. Lost Demos) |
| #                                                 | Назва                                             | Тривалість                                        |
| ------------------------------------------------- | ------------------------------------------------- | ------------------------------------------------- |
| 1.                                                | «Lost»                                            | 3:19                                              |
| 2.                                                | «Fighting Myself»                                 | 3:21                                              |
| 3.                                                | «More the Victim»                                 | 2:41                                              |
| 4.                                                | «Massive»                                         | 3:08                                              |
| 5.                                                | «Healing Foot»                                    | 3:31                                              |
| 6.                                                | «A6» (Meteora20 Demo)                             | 3:55                                              |
| 7.                                                | «Cuidado» (Lying From You Demo)                   | 3:18                                              |
| 8.                                                | «Husky» (Hit the Floor Demo)                      | 3:14                                              |
| 9.                                                | «Interrogation» (Easier to Run Demo)              | 3:40                                              |
| 10.                                               | «Faint» (Meteora20 Demo)                          | 3:56                                              |
| 11.                                               | «Plaster 2» (Figure.09 Demo)                      | 2:57                                              |
| 12.                                               | «Shifter» (From the Inside Demo)                  | 3:25                                              |
| 13.                                               | «Wesside»                                         | 3:14                                              |
| 14.                                               | «Resolution»                                      | 4:37                                              |
| 45:36                                             |                                                   |                                                   |

| Бонусний трек з подарункового видання (англ. Deluxe CD Bonus Track) | Бонусний трек з подарункового видання (англ. Deluxe CD Bonus Track) | Бонусний трек з подарункового видання (англ. Deluxe CD Bonus Track) |
| #                                                                   | Назва                                                               | Тривалість                                                          |
| ------------------------------------------------------------------- | ------------------------------------------------------------------- | ------------------------------------------------------------------- |
| 15.                                                                 | «Lost» (2002 mix)                                                   | 3:19                                                                |

## Учасники запису
| - Честер Беннінгтон — вокал - Майк Шинода — вокал, реп, ритм-гітара, клавіші, фортепіано, семпл - Бред Делсон — соло-гітара - Девід Фаррел — бас-гітара - Джо Хан — ді-джей, семпл, програмування - Роб Бурдон — ударні, перкусія - Девід Кемпбелл — аранжування струнних (на Faint і Breaking the Habit) - Джоел Деруїн, Чарлі Бішарат, Аліса Парк, Сара Паркінс, Мішель Річардс, Марк Робертсон — скрипка - Еван Вілсон, Боб Беккер — альт - Ларрі Корбетт, Ден Сміт — віолончель - Давид Заслофф — шякухачі (на Nobody's Listening) | - Майк Шинода і The Flem — креативні директори - The Flem — дизайн - Delta, Майк Шинода, Джо Хан і The Flem — художники - Джеймс Мінчайн III — фотографія - Нік Спанос — використанн аерозольної фарби - Дон Гілмор та Linkin Park — продюсери - Дон Гілмор — запис - Джон Евінг мол. — звукорежисер - Фокс Фелпс — асистент звукорежисера - Енді Уоллес — зведення - Стів Сіско — асистент Енді Уоллеса - Брайан Гарднер — мастерінг, цифрове редагування |

## Чарти і сертифікація
| Чарт (2003)                         | Найвища позиція | Сертифікат | Продано   |
| ----------------------------------- | --------------- | ---------- | --------- |
| Австралія (ARIA)                    | 2               | 4× Платина | 280,000   |
| Австрія (Ö3 Austria)                | 1               | Платина    | 40,000    |
| Аргентина (CAPIF)                   |                 | Золото     | 20,000    |
| Бельгія (Ultratop Flanders)         | 1               | Золото     | 25,000    |
| Бельгія (Ultratop Wallonia)         | 1               |            |           |
| Бразилія (ABPD)                     |                 | Платина    | 125,000   |
| Велика Британія (OCC)               | 1               | 2× Платина | 600,000   |
| Греція (IFPI)                       | 2               | Золото     | 15,000    |
| Данія (Hitlisten)                   | 3               | Золото     | 25,000    |
| Ірландія (IRMA)                     | 1               |            |           |
| Іспанія (PROMUSICAE)                | 1               |            |           |
| Італія (FIMI)                       | 1               | Золото     | 50,000    |
| Канада (Canadian Albums)            | 2               | 4× Платина | 400,000   |
| Мексика (AMPF)                      | 1               | Платина    | 150,000   |
| Нідерланди (MegaCharts)             | 2               |            |           |
| Німеччина (Offizielle Top 100)      | 1               | 7× Золото  | 700,000   |
| Нова Зеландія (RIANZ)               | 1               | 2× Платина | 30,000    |
| Норвегія (VG-lista)                 | 1               |            |           |
| Польща (ZPAV)                       | 3               | Платина    | 40,000+   |
| Португалія                          | 1               |            |           |
| США (Billboard 200)                 | 1               | 6× Платина | 6,100,000 |
| США (Billboard Catalog Albums)      | 10              |            |           |
| Угорщина (Mahasz)                   | 2               |            |           |
| Фінляндія (Suomen virallinen lista) | 2               | Золото     | 15,938    |
| Франція (SNEP)                      | 3               | 3× Платина | 900,000   |
| Швейцарія (Schweizer Hitparade)     | 1               | Платина    | 40,000    |
| Швеція (Sverigetopplistan)          | 1               | Золото     | 20,000    |
| Японія (RIAJ)                       |                 | Платина    | 200,000   |
| Загально                            |                 |            |           |
| Європа (IFPI)                       |                 | 3× Платина | 3,000,000 |

### Сингли
| Рік  | Сингл                | Найвища позиція | Найвища позиція | Найвища позиція | Найвища позиція | Найвища позиція | Найвища позиція | Найвища позиція | Найвища позиція | Найвища позиція | Найвища позиція | Найвища позиція | Найвища позиція | Найвища позиція | Найвища позиція | Найвища позиція | Найвища позиція |
| Рік  | Сингл                | Bill.           | Альт.           | Мейн.           | Австралія       | Нова Зеландія   | Велика Британія | Бельгія         | Франція         | Німеччина       | Італія          | Ірландія        | Нідерланди      | Норвегія        | Швеція          | Швейцарія       |                 |
| ---- | -------------------- | --------------- | --------------- | --------------- | --------------- | --------------- | --------------- | --------------- | --------------- | --------------- | --------------- | --------------- | --------------- | --------------- | --------------- | --------------- | --------------- |
| 2003 | «Somewhere I Belong» | 32              | 1               | 1               | 13              | 1               | 10              | 33              | 14              | 12              | 13              | 4               | 14              | 12              | 19              | 15              |                 |
| 2003 | «Faint»              | 48              | 1               | 2               | 25              | —               | 15              | 44              | —               | 40              | 29              | 26              | 20              | —               | 49              | 32              |                 |
| 2003 | «Numb»               | 11              | 1               | 1               | 11              | 13              | 14              | 48              | 19              | 19              | 47              | 16              | 2               | —               | 23              | 15              |                 |
| 2004 | «From the Inside»    | —               | —               | —               | 37              | 50              | —               | —               | 35              | 35              | —               | —               | —               | —               | 54              | 38              |                 |
| 2004 | «Breaking the Habit» | 20              | 1               | 1               | 23              | 27              | 39              | —               | 27              | 25              | —               | 46              | 41              | —               | —               | 56              |                 |

## Сертифікації та продажі
| Регіон | Сертифікація  | Продажі    |
| --- | ------------- | ---------- |
| Аргентина (CAPIF) | Золотий       | 20 000^    |
| Австралія (ARIA) | 4× Платиновий | 280 000^   |
| Австрія (IFPI Austria) | Платиновий    | 30 000*    |
| Бельгія (BEA) | Золотий       | 25 000*    |
| Бразилія (ABPD) | Платиновий    | 125 000*   |
| Канада (Music Canada) | 4× Платиновий | 400 000^   |
| Чехія | —             | 15,000     |
| Данія (IFPI Denmark) | 4× Платиновий | 80 000     |
| Фінляндія (IFPI Finland) | Золотий       | 15,938     |
| Франція (SNEP) | 2× Платиновий | 400 000*   |
| Німеччина (BVMI) | 4× Платиновий | 800 000    |
| Греція (IFPI Greece) | Платиновий    | 20 000^    |
| Угорщина (Mahasz) | Золотий       | 10 000^    |
| Італія (FIMI) sales since 2009 | Платиновий    | 50 000     |
| Японія (RIAJ) | Платиновий    | 200 000^   |
| Мексика (AMPROFON) | Золотий       | 75 000^    |
| Нова Зеландія (RIANZ) | 3× Платиновий | 45 000^    |
| Польща (ZPAV) | Платиновий    | 40 000*    |
| Сінгапур (RIAS) | Платиновий    | 10 000*    |
| Південна Корея | —             | 75,247     |
| Іспанія (PROMUSICAE) | Платиновий    | 100 000^   |
| Швеція (IFPI Sweden) | Золотий       | 30 000^    |
| Швейцарія (IFPI Switzerland) | Платиновий    | 40 000^    |
| Велика Британія (BPI) | 3× Платиновий | 900 000    |
| США (RIAA) | 8× Платиновий | 8,550,000  |
| Підсумки |               |            |
| Європа (IFPI) | 3× Платиновий | 3 000 000* |
| *продажі, що базуються лише на сертифікаціях · ^відвантаження, що базуються лише на сертифікаціях · продажі+прослуховування, що базуються лише на сертифікаціях |               |            |